# Hassan Mubah
Hassan Mubah (ur. 21 kwietnia 1984) – malediwski pływak specjalizujący się w stylu dowolnym, olimpijczyk.
Reprezentował Malediwy w pływaniu 50 m stylem dowolnym na Letnich Igrzyskach Olimpijskich 2000, które odbyły się w Sydney, zajmując 73. miejsce. Po raz drugi reprezentował kraj na Letnich Igrzyskach Olimpijskich 2004 w Atenach, w tej samej dyscyplinie, gdzie zajął 73. miejsce. W obu przypadkach odpadł w fazie eliminacji.
Podczas igrzysk olimpijskich w Atenach był również chorążym malediwskiej reprezentacji.